# Metaphycus agarwali
Metaphycus agarwali is een vliesvleugelig insect uit de familie Encyrtidae. De wetenschappelijke naam is voor het eerst geldig gepubliceerd in 1981 door Hayat & Subba Rao.